# Gare d'Izumi-Fuchū
La gare d'Izumi-Fuchū (和泉府中駅, Izumi-Fuchū-eki) est une gare ferroviaire de la ville d'Izumi, dans la préfecture d'Osaka au Japon. La gare est gérée par la JR West.

## Situation ferroviaire
La gare d'Izumi-Fuchū est située au point kilométrique (PK) 20,9 de la ligne Hanwa.

## Histoire
La gare est inaugurée le 18 juillet 1929.

## Service des voyageurs

### Accès et accueil
La gare dispose d'un bâtiment voyageurs, avec guichet, ouvert tous les jours.

### Desserte
- Ligne Hanwa :
  - voies 1 et 2 : direction Wakayama et Aéroport du Kansai
  - voies 3 et 4 : direction Tennoji et Osaka